# Paolo Vittori
Paolo Vittori, né le 31 mai 1938, à Gorizia, en Italie, est un ancien joueur et entraîneur italien de basket-ball.

## Palmarès
- Coupe des clubs champions 1970, 1972
- Coupe des coupes 1967
- Champion d'Italie 1960, 1962, 1963, 1965, 1970, 1971
- Coupe d'Italie 1970, 1971
- Vainqueur des Jeux méditerranéens de 1963